# Alopecurus setarioides
Alopecurus setarioides là một loài thực vật có hoa trong họ Hòa thảo. Loài này được Gren. mô tả khoa học đầu tiên năm 1857.